# 到彦山
到彦山（いたひこやま）は長崎県　五島列島（五島市）　椛島にある標高326mの山。

## 概要
椛島の最高峰。北側である本窯町にあり、五島の五つの島（福江島、久賀島、奈留島、若松島、中通島）を見渡せる場所に位置する。
現在は登頂する人がおらず道がなくなり、山頂も木に覆われて展望がない。頂上付近には三角点がある。
以前は中腹にも畑などがあり、薪を切り出すなどの利用がされていた。現在は立ち入る人もなく、石垣などが人の痕跡を留めている。